# Bubeneč
Bubeneč – część Pragi leżąca w dzielnicy Praga 6 i Praga 7, na lewym brzegu Wełtawy. W 2006 zamieszkiwało ją 23 159 mieszkańców.